# The Book 3
The Book 3 è il sesto EP (il terzo in lingua giapponese) del duo musicale giapponese Yoasobi, pubblicato nel 2023.

## Tracce
Testi e musiche di Ayase.
1. Yūsha (勇者) – 3:14
2. Interlude: Awakening – 0:48
3. Shukufuku (祝福) – 3:12
4. Umi no Manimani (海のまにまに) – 4:16
5. Mr. (ミスター) – 3:05
6. Interlude: Worship – 1:07
7. Idol (アイドル) – 3:31
8. Seventeen (セブンティーン) – 3:18
9. Adventure (アドベンチャー) – 3:18
10. Suki da (好きだ) – 3:37